# Divine Bergère
 (juillet 2024).
Si vous disposez d'ouvrages ou d'articles de référence ou si vous connaissez des sites web de qualité traitant du thème abordé ici, merci de compléter l'article en donnant les références utiles à sa vérifiabilité et en les liant à la section « Notes et références ».

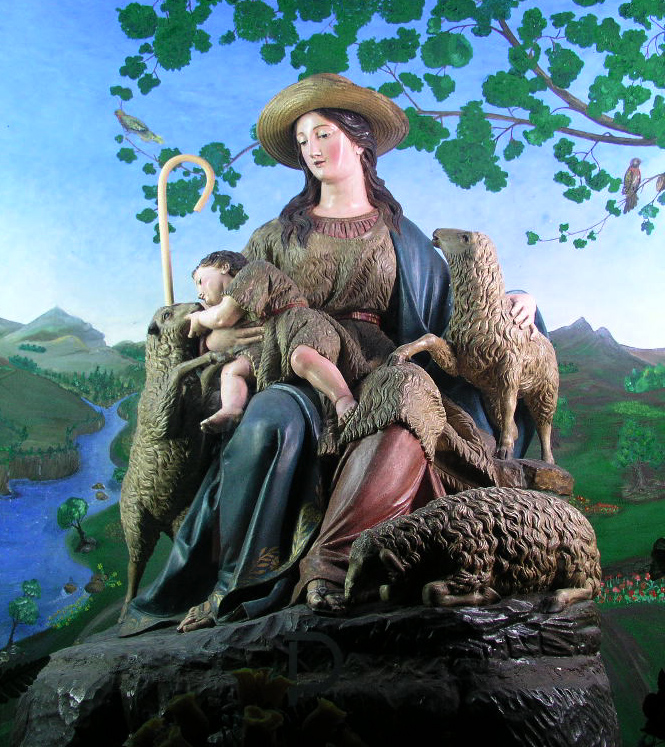
Divine Bergère,, Madrid. Mariano Bellver y Collazos (1817-1876).

La Divine Bergère (également connu sous le nom de Divine Bergère des Âmes ou Mère du Bon Pasteur) est un vocable marial associé à la représentation de la Vierge Marie comme bergère, dont l'image fut répandue par les Frères mineurs capucins. Elle est particulièrement vénérée en Andalousie, bien qu'elle soit aussi connue en Espagne et en pays hispanophone.

## Histoire
Les origines de la dévotion sont imprécises jusqu'au XVIIIe siècle. Il existe des références à la Vierge Marie comme bergère dans la vie et les écrits de Jean Géomètre, saint Jean de Dieu, saint Pierre d'Alcantara, la vénérable María de Ágreda, sainte Marie-Françoise des Cinq-Plaies.
C'est surtout grâce au frère Vicente Gregorio Rodríguez de Medina (es) (1662-1750), envoyé à Séville en 1703 par ses supérieurs, qui a l'inspiration de représenter la Vierge en habit de bergère. Ce capucin commande une toile avec une telle représentation à l'artiste Alonso Miguel de Tovar (es) de l'École sévillane de peinture (es).
Le 8 septembre 1703, lors de la fête de la Nativité de la Vierge, a lieu la première procession où la toile est montrée aux fidèles. Plus tard, Francisco Ruiz Gijón (es) sculpté la première image de la Divine Bergère. Cette image est portée en procession en octobre 1705 avec une grande solennité jusqu'à l'église paroissiale de Santa Marina, qui à l'époque était le neuvième siège de la Confrérie du troupeau de Marie (en espagnol : Hermandad del Rebaño de María).
À partir de 1705, l'image commence à se répandre dans les territoires du royaume d'Espagne et d'Amérique. Le bienheureux Diego Joseph de Cadix, religieux capucin, joue un rôle important dans la propagation de cette dévotion.

## Institut religieux
La Divine Bergère est patronne de plusieurs instituts religieux, par exemple :
- Filles de la Divine Bergère, Institut Calasanz
- Capucines de la Mère du Divin Pasteur
- Franciscaines missionnaires de la Mère du Divin Pasteur
- Servantes de la Mère du Bon Pasteur
- Franciscaines du troupeau de Marie

## Galerie

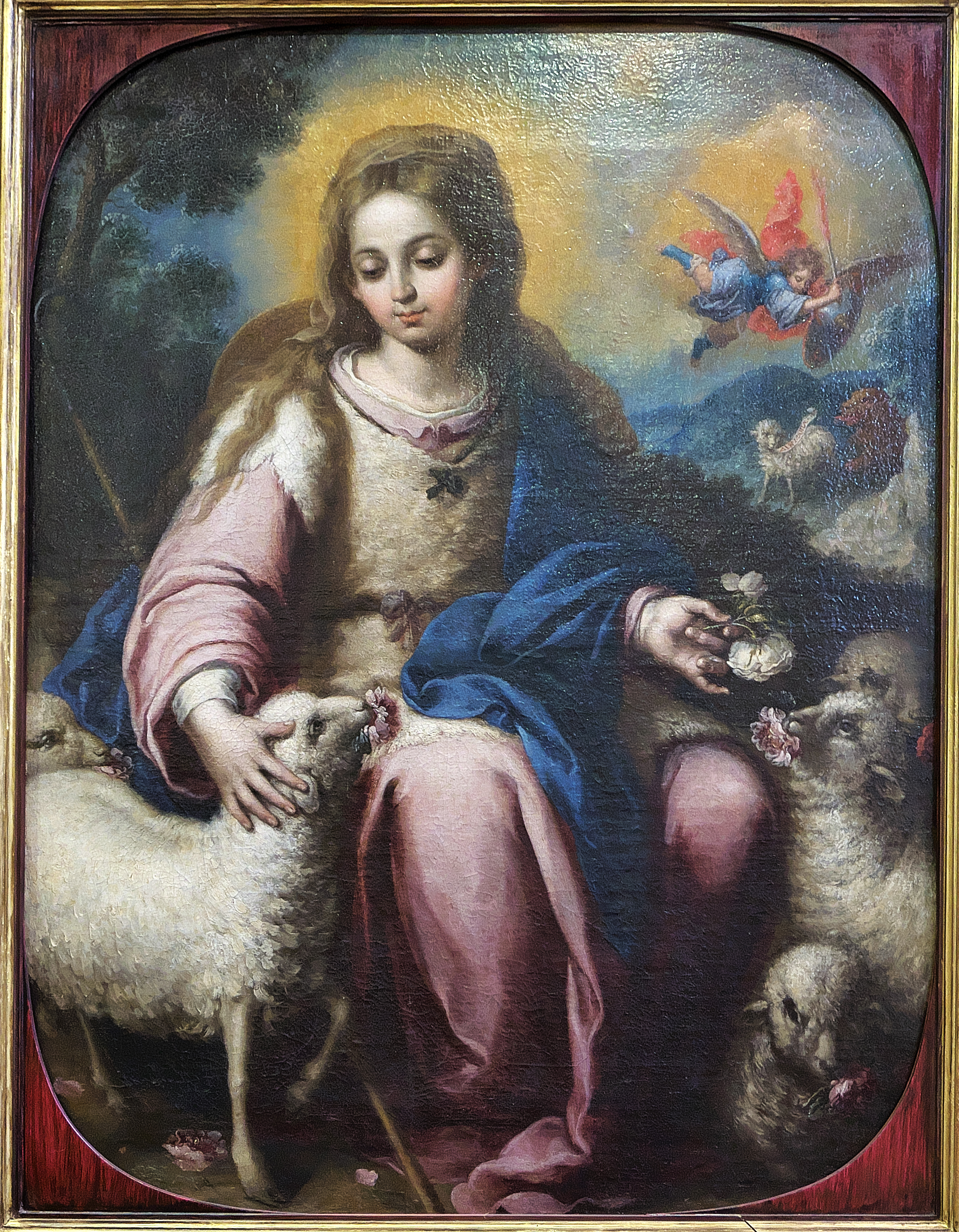
Peinture d'Alonso Miguel de Tovar (es) (1732), chapelle de la Divine Bergère de Séville (es).
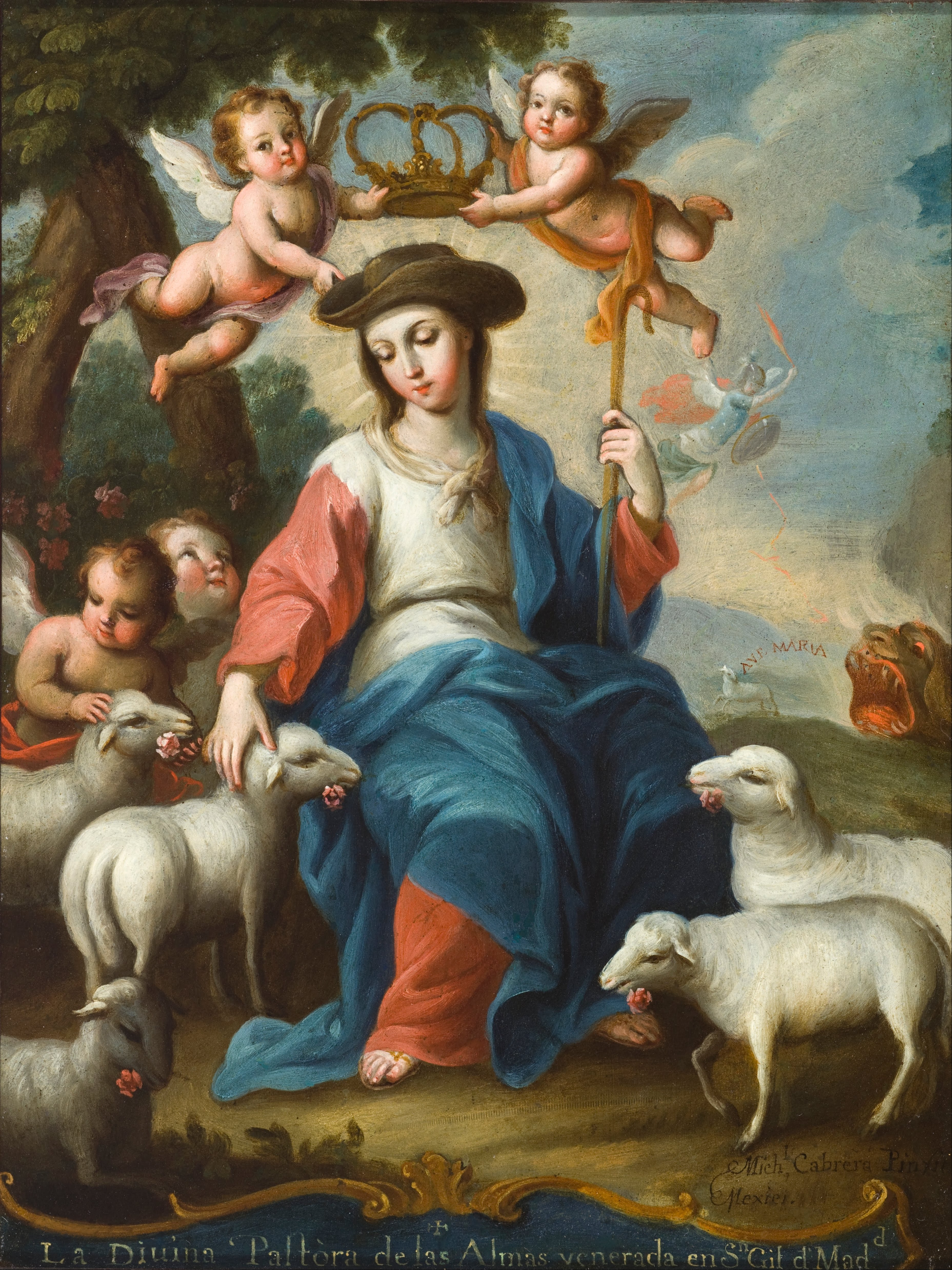
La Divine Bergère, Miguel Cabrera (v. 1760), musée d'Art du comté de Los Angeles.
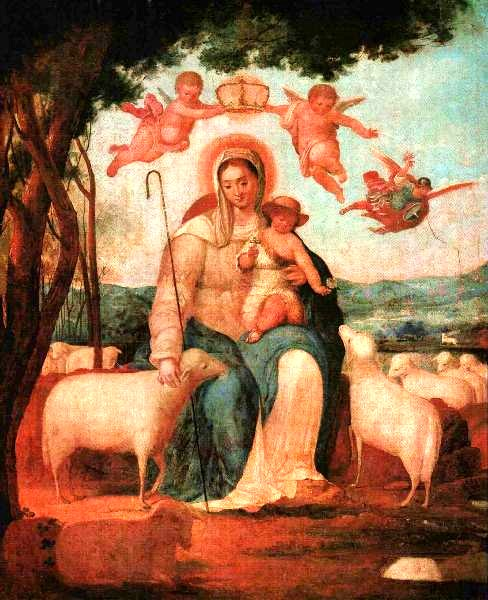
Huile sur bois de Juan Lovera (es) (XIXe siècle), Galerie nationale d'art de Caracas (es).
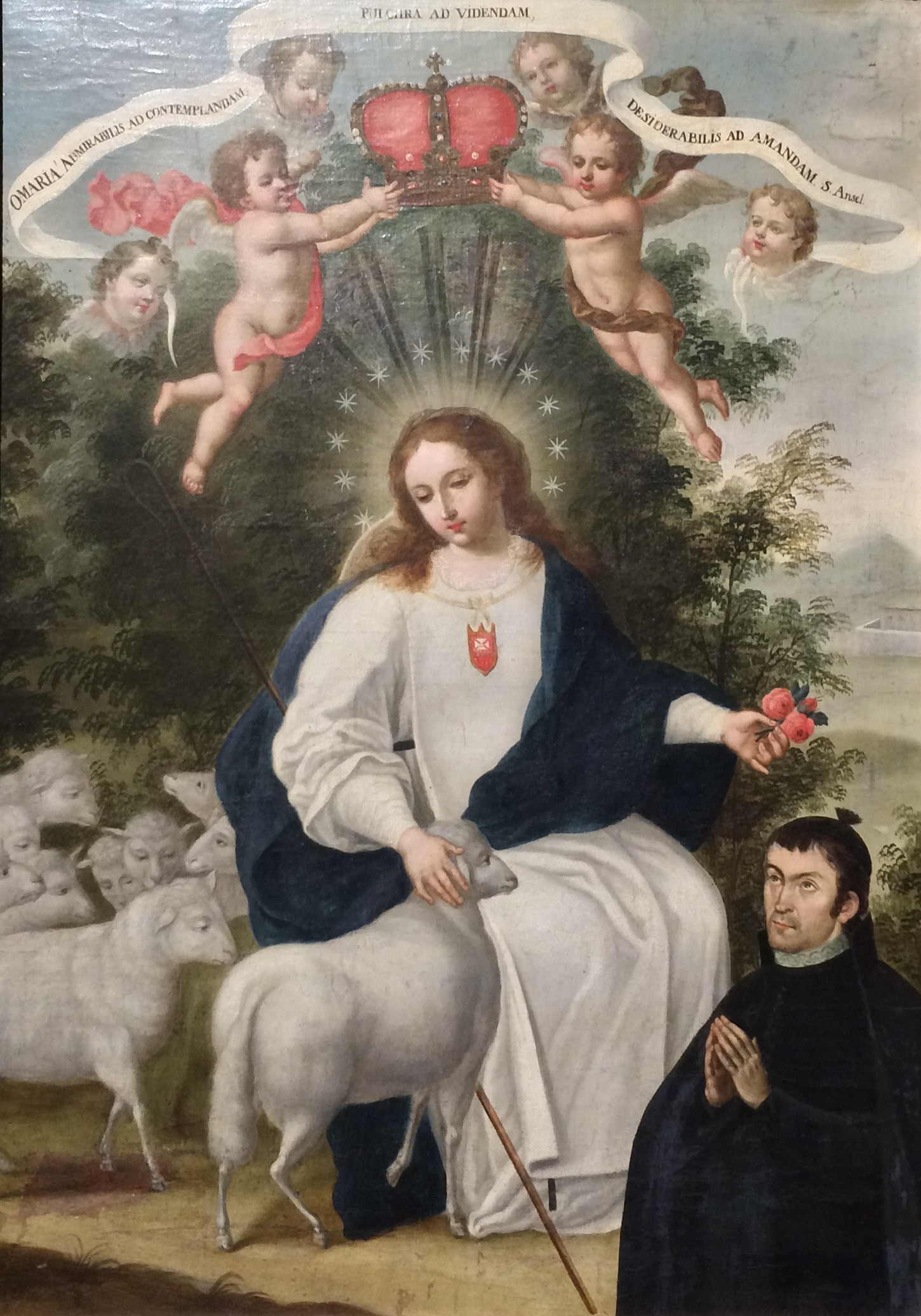
La Divine Bergère avec un donateur, huile sur toile de Manuel Samaniego, MuNa (Quito).
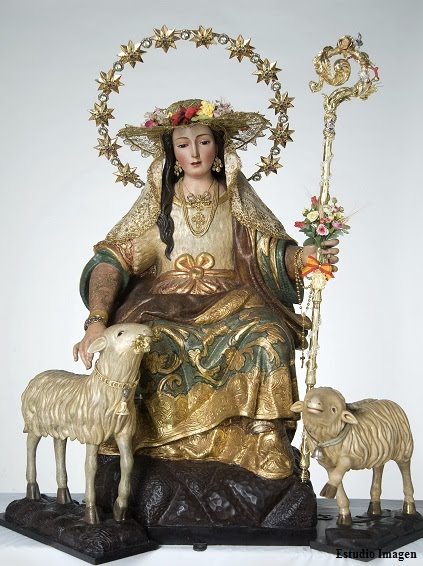
Divine Bergère de Cantillana (es), attribué à Francisco Ruiz Gijón (es), XVIIIe siècle.
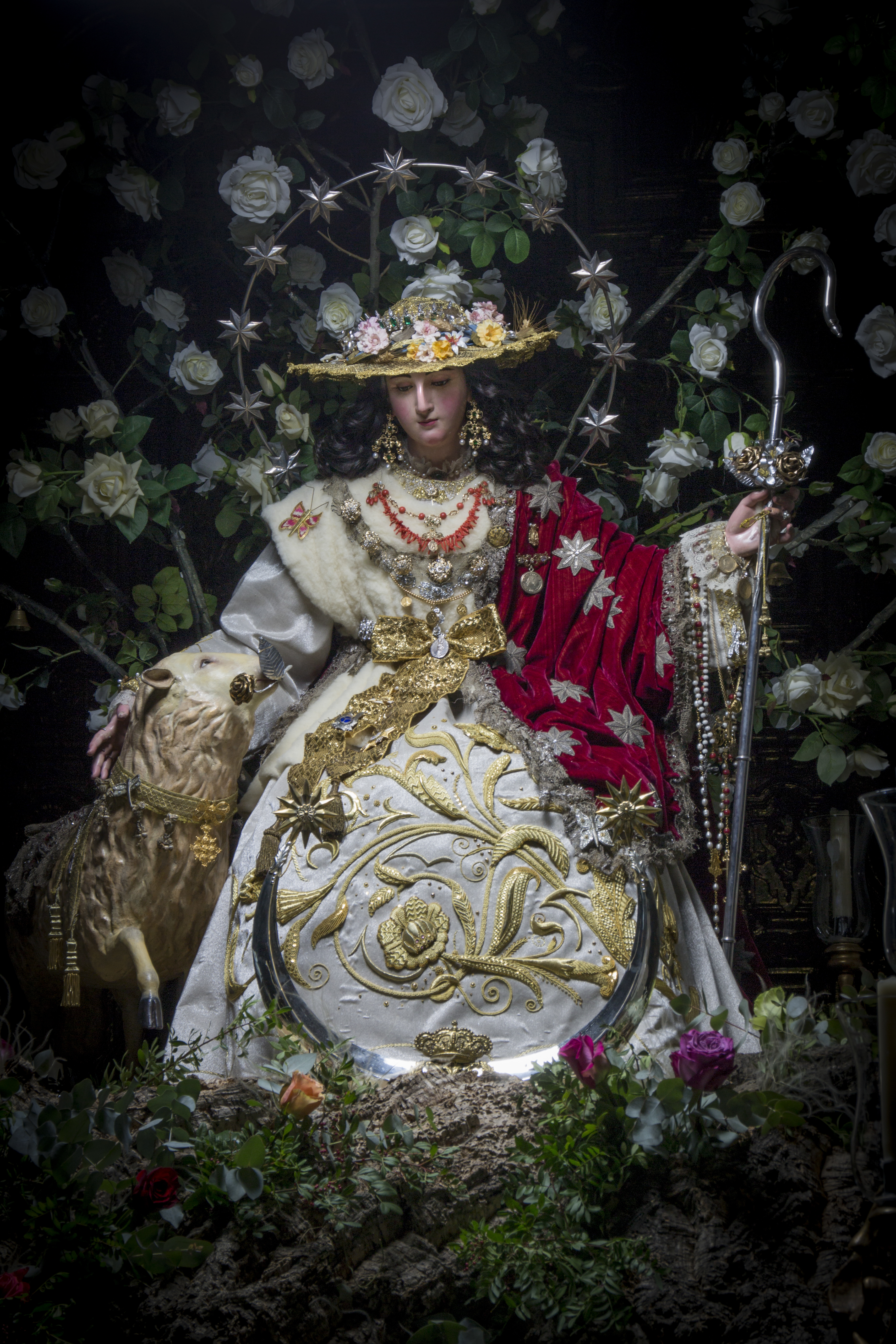
Représentation à l'église Saint-Jean-Baptiste de Marchena (es), fin du XVIIIe siècle.